# Stargate (producenti)
Stargate je norveški produkcijski duo kojeg su osnovali Mikkel Storleer Eriksen, Tor Erik Hermansen i Hallgeir Rustan u Trondheimu. Trenutno sjedište im je u New York Cityju.
Grupa Stargate je došla u američku glazbenu industriju 2006. godine, kada su za pjevača Ne-Yo-a stvorili pjesmu "So Sick". Pjesma je odmah na top ljestvici Billboard Hot 100 debitirala na poziciji broj jedan. Kasnije su se održali na top ljestvici s različitim pjevačima kao što su Rihanna i Beyoncé Knowles.

## Singlovi u top deset na top ljestvicama
- 1999.: "S Club Party" (S Club 7)
- 1999.: "Always Come Back to Your Love" (Samantha Mumba)
- 1999.: "Two in a Million" (S Club 7)
- 2000.: "Day & Night" (Billie Piper)
- 2000.: "Mama - Who Da Man?" (Richard Blackwood)
- 2000.: "Sweet Love 2K" (Fierce)
- 2000.: "The Way to Your Love" (Hear'Say)
- 2001.: "One Night Stand" (Mis-Teeq)
- 2001.: "All Rise" (Blue)
- 2002.: "Sorry Seems to Be the Hardest Word" (Blue featuring Elton John)
- 2003.: "Scandalous" (Mis-Teeq)
- 2003.: "Real Things" (Javine)
- 2006.: "So Sick" (Ne-Yo)
- 2006.: "Unfaithful" (Rihanna)
- 2006.: "Irreplaceable" (Beyoncé)
- 2007.: "Beautiful Liar" (Beyoncé & Shakira)
- 2007.: "Because of You" (Ne-Yo)
- 2007.: "Hate That I Love You" (Ne-Yo & Rihanna)
- 2007.: "Don't Stop the Music" (Rihanna)
- 2007.: "Tattoo" (Jordin Sparks)
- 2007.: "With You" (Chris Brown)
- 2008.: "Take a Bow" (Rihanna)
- 2008.: "Bossy" (Lindsay Lohan)
- 2008.: "Closer" (Ne-Yo)
- 2010.: "Rude Boy" (Rihanna)
- 2010.: "Beautiful Monster" (Ne-Yo)
- 2010.: "Happiness" (Alexis Jordan)
- 2010.: "Only Girl (In the World)" (Rihanna)
- 2010.: "What's My Name?" (Rihanna)
- 2010.: "Firework" (Katy Perry)
- 2011.: "Black and Yellow" (Wiz Khalifa)
- 2011.: "S&M" (Rihanna)
- 2011.: "Good Girl" (Alexis Jordan)
- 2011.: "I'm Into You" (Jennifer Lopez)

## Vanjske poveznice
- Stargate na Discogsu
- Intervju sa Stargateom na Sound on Soundu